# Louis Oosthuizen
Lodewicus Theodorus Oosthuizen, detto Louis, (Mossel Bay, 19 ottobre 1982), è un golfista sudafricano.

## Biografia
All'inizio della carriera è stato sostenuto economicamente per tre anni dalla fondazione creata dal suo celebre connazionale Ernie Els. Ha vinto numerosi tornei dilettantistici prima di passare professionista nel 2002 a 19 anni. Ha ottenuto il suo più importante risultato nel luglio 2010, quando ha vinto il primo major della carriera imponendosi nel British Open. Complessivamente in carriera ha vinto 7 tornei professionistici, cinque dei quali appartenenti al Sunshine Tour.

## Vittorie professionali (14)

### PGA Tour vittorie (1)
| Legenda            |
| Tornei Major (1)   |
| Altri PGA Tour (0) |

| No. | Data           | Torneo                | Punteggio di vittoria | To par | Margine | Secondo      |
| --- | -------------- | --------------------- | --------------------- | ------ | ------- | ------------ |
| 1   | 18 luglio 2010 | The Open Championship | 65-67-69-71=272       | −16    | 7 colpo | Lee Westwood |

PGA Tour playoff record (0–3)
| No. | Anno | Torneo                                                | Sfidante/i                      | Risultato |
| --- | ---- | ----------------------------------------------------- | ------------------------------- | --- |
| 1   | 2012 | Masters Tournament                                    | Bubba Watson                    | Perso con il par alla seconda buca extra |
| 2   | 2015 | The Open Championship                                 | Zach Johnson, Marc Leishman     | Johnson ha vinto con quattro buche di aggregato ai playoff; Johnson: −1 (3-3-5-4=15), Oosthuizen: E (3-4-5-4=16), Leishman: +2 (5-4-5-4=18) |
| 3   | 2021 | Zurich Classic of New Orleans (with Charl Schwartzel) | Marc Leishman and Cameron Smith | Perso con il par alla prima buca extra |

### European Tour vittorie (9)
| Legenda                 |
| Tornei Major (1)        |
| Altro European Tour (8) |

| No. | Data                            | Torneo                            | Punteggio di vittoria | To par | Margine | Secondo/i                      |
| --- | ------------------------------- | --------------------------------- | --------------------- | ------ | ------- | ------------------------------ |
| 1   | 28 marzo 2010                   | Open de Andalucía de Golf         | 67-63-66-67=263       | −17    | 3 colpi | Richard Finch, Peter Whiteford |
| 2   | 18 luglio 2010                  | The Open Championship             | 65-67-69-71=272       | −16    | 7 colpi | Lee Westwood                   |
| 3   | 9 gennaio 2011                  | Africa Open1                      | 70-67-69-70=276       | −16    | Playoff | Manuel Quirós, Chris Wood      |
| 4   | 8 gennaio 2012                  | Africa Open1 (2)                  | 69-62-67-67=265       | −27    | 2 colpi | Tjaart van der Walt            |
| 5   | 15 aprile 2012                  | Maybank Malaysian Open2           | 66-68-69-68=271       | −17    | 3 colpi | Stephen Gallacher              |
| 6   | 13 gennaio 2013                 | Volvo Golf Champions              | 68-64-74-66=272       | −16    | 1 colpo | Scott Jamieson                 |
| 7   | 12 gennaio 2014                 | Volvo Golf Champions (2)          | 68-69-71-68=276       | −12    | 1 colpo | Branden Grace                  |
| 8   | 28 febbraio 2016                | ISPS Handa Perth International2,3 | 70-64-67-71=272       | −16    | 1 colpo | Alexander Lévy                 |
| 9   | 9 dicembre 2018 (stagione 2019) | South African Open1,2             | 62-70-67-67=266       | −18    | 6 colpi | Romain Langasque               |

1Co-sanzionato dal Sunshine Tour

2Co-sanzionato dall'Asian Tour

3Co-sanzionato dal PGA Tour of Australasia
European Tour playoff record (1–3)
| No. | Anno | Torneo                  | Sfidante                    | Risultato |
| --- | ---- | ----------------------- | --------------------------- | --- |
| 1   | 2011 | Africa Open             | Manuel Quirós, Chris Wood   | Vinto con un tiro birdie alla prima buca extra                                                                                           |
| 2   | 2012 | Masters Tournament      | Bubba Watson                | Perso con par alla seconda buca extra |
| 3   | 2012 | Barclays Singapore Open | Matteo Manassero            | Perso con tiro eagle alla terza buca extra                                                                                               |
| 4   | 2015 | The Open Championship   | Zach Johnson, Marc Leishman | Johnson ha vinto con quattro buche aggregato ai playoff; Johnson: −1 (3-3-5-4=15), Oosthuizen: E (3-4-5-4=16), Leishman: +2 (5-4-5-4=18) |

### Asian Tour vittorie (3)
| No. | Data             | Torneo                            | Punteggio di vittoria | To par | Margine | Secondo           |
| --- | ---------------- | --------------------------------- | --------------------- | ------ | ------- | ----------------- |
| 1   | 15 aprile 2012   | Maybank Malaysian Open1           | 66-68-69-68=271       | −17    | 3 colpi | Stephen Gallacher |
| 2   | 28 febbraio 2016 | ISPS Handa Perth International1,2 | 70-64-67-71=272       | −16    | 1 colpo | Alexander Lévy    |
| 3   | 9 dicembre 2018  | South African Open1,3             | 62-70-67-67=266       | −18    | 6 colpi | Romain Langasque  |

1Co-sanzionato dal European Tour

2Co-sanzionato dal PGA Tour of Australasia

3Co-sanzionato dal Sunshine Tour
Asian Tour playoff record (0–1)
| No. | Anno | Torneo                  | Sfidante         | Risultato                                  |
| --- | ---- | ----------------------- | ---------------- | ------------------------------------------ |
| 1   | 2012 | Barclays Singapore Open | Matteo Manassero | Perso con tiro eagle alla terza buca extra |

### Sunshine Tour vittorie (8)
| Legenda                 |
| Flagship eventi (1)     |
| Altro Sunshine Tour (7) |

| No. | Data              | Torneo                              | Punteggio di vittoria | To par | Margine  | Secondo/i                     |
| --- | ----------------- | ----------------------------------- | --------------------- | ------ | -------- | ----------------------------- |
| 1   | 19 settembre 2004 | Vodacom Origins of Golf at Arabella | 74-70-71=215          | −1     | 1 colpo  | Keith Horne                   |
| 2   | 28 gennaio 2007   | Dimension Data Pro-Am               | 66-71-71-69=277       | −11    | 1 colpo  | Omar Sandys                   |
| 3   | 25 febbraio 2007  | Telkom PGA Championship             | 67-65-69-65=266       | −22    | 1 colpo  | Richard Sterne                |
| 4   | 27 ottobre 2007   | Platinum Classic                    | 64-71-70=205          | −11    | Playoff  | Marc Cayeux, Adilson da Silva |
| 5   | 24 febbraio 2008  | Telkom PGA Championship (2)         | 66-63-66-65=260       | −28    | 14 colpi | Hennie Otto                   |
| 6   | 9 gennaio 2011    | Africa Open1                        | 70-67-69-70=276       | −16    | Playoff  | Manuel Quirós, Chris Wood     |
| 7   | 8 gennaio 2012    | Africa Open1 (2)                    | 69-62-67-67=265       | −27    | 2 colpi  | Tjaart van der Walt           |
| 8   | 9 dicembre 2018   | South African Open1,2               | 62-70-67-67=266       | −18    | 6 colpi  | Romain Langasque              |

1Co-sanzionato dal European Tour

2Co-sanzionato dal Asian Tour
Sunshine Tour playoff record (2–1)
| No. | Anno | Torneo               | Sfidante/i                    | Risultato                                                                        |
| --- | ---- | -------------------- | ----------------------------- | -------------------------------------------------------------------------------- |
| 1   | 2007 | Vodacom Championship | Richard Sterne                | Perso col tiro birdie alla seconda buca extra                                    |
| 2   | 2007 | Platinum Classic     | Marc Cayeux, Adilson da Silva | Vinto con par alla seconda buca extra da Silva eliminato dal par alla prima buca |
| 3   | 2011 | Africa Open          | Manuel Quirós, Chris Wood     | Vinto col tiro birdie alla prima buca extra                                      |

## Tornei Major

### Vittorie (1)
| Anno | Campionato            | 54 buche       | Punteggio di vittoria | Margine | Secondo      |
| ---- | --------------------- | -------------- | --------------------- | ------- | ------------ |
| 2010 | The Open Championship | 4 colpi in più | −16 (65-67-69-71=272) | 7 colpi | Lee Westwood |